# Гурзуф (винодельческое предприятие)
Госуда́рственное предприя́тие «Гурзу́ф» (ГП «Гурзуф») ранее Совхоз-завод «Гурзуф» — предприятие первичного и вторичного виноделия, основанное в 1921 году. Предприятие входит в состав ФГУП ПАО «Массандра».

## Информация
Предприятие основано в 1921 году.
В настоящее время основным видом деятельности предприятия является виноделие. Площадь виноградников составляет 326 га. Сортовой состав насаждений представлен сортами: Каберне Совиньон, Мускат белый, Пино серый, Саперави, так называемые «токайские сорта» (Фурминт, Харшлевелю).
В ГП «Гурзуф» выращивают табак сорта «Дюбек Южнобережный» (площадь насаждений 45 га) и овощи.
На предприятии расположен дегустационный зал .

## Вина

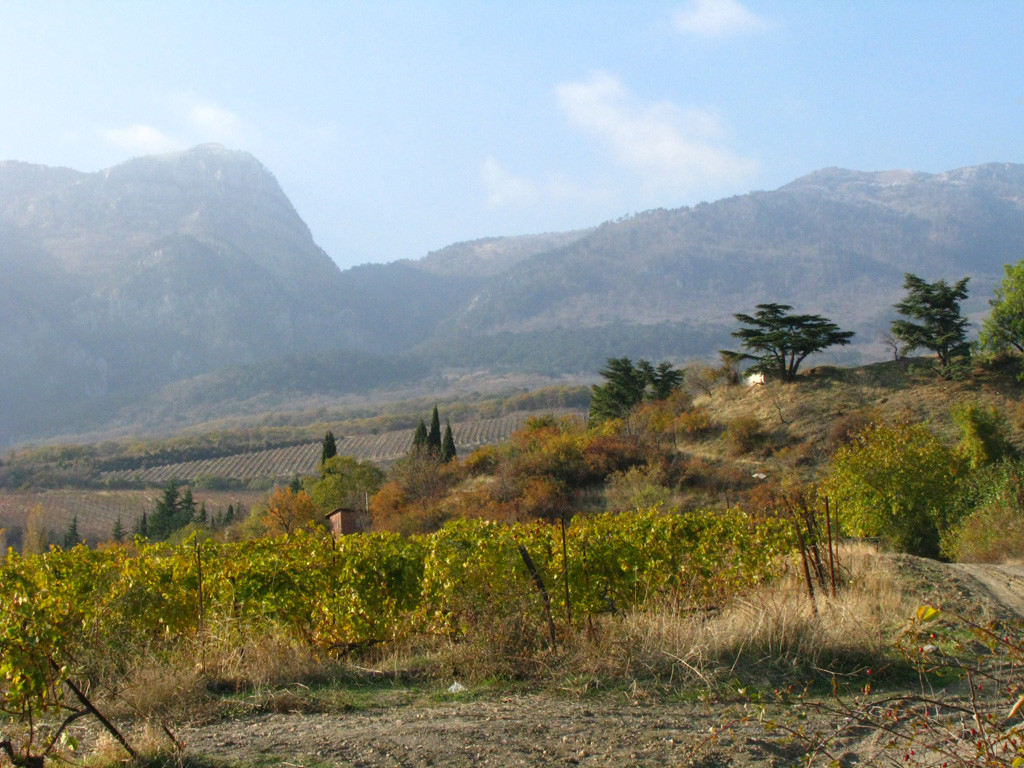
Плантации предприятия под перевалом Гурзуфское седло

Предприятие специализируется в основном на производстве десертных вин. На территории насаждений предприятия в посёлке Краснокаменка в окрестностях скалы Красный Камень, произрастает виноград сорта «Мускат белый», из которого производят вино «Мускат Белый Красного Камня». Вино получило высокие награды на международных конкурсах (Кубок «Супер Гран-при», 3 кубка «Гран-при», 22 золотые и серебряная медаль).
- 1880 — «Пино-гри Ай-Даниль» (10 золотых и 3 серебряных медали)
- 1932 — «Токай Южнобережный» (Кубок «Гран-при», 18 золотых и 3 серебряных медали)
- 1944 — «Мускат Белый Красного Камня» (Кубок «Супер Гран-при», 3 кубка «Гран-при», 22 золотые и серебряная медаль)[5]

## Интересные факты
В 1948—1949 году на предприятии проходил практику Скурихин Игорь Михайлович, ставший впоследствии доктором технических наук и соавтором книг «Химия виноделия» (профессор Нилов В.И) и «Химия вина» (профессор Кишковский З.Н).